# Четыре всадника
«Четы́ре вса́дника» (кит. 四騎士) — гонконгский драматический боевик производства Shaw Brothers.

## Сюжет
Война затронула нескольких молодых китайских солдат и их капитана Фэн Ся, поэтому они с нетерпением ждут нескольких дней отпуска в Сеуле. Однако когда герои фильма приходят в местный клуб, которым заправляет мафия, они становятся свидетелями убийства. Теперь за ними гонятся бандиты и полиция, из-за чего Фэн Ся и его люди прикладывают все усилия, чтобы остаться в живых.

## В ролях
Главные:
- Дэвид Цзян — Цзинь И
- Ти Лун — Фэн Ся
- Чэнь Гуаньтай — Ли Вэйши
- Вон Чун[кит.] — Гао Инхань

Второстепенные:
- Цзин Ли[кит.] — Сун Ва
- Лили Ли[кит.] — Вэнь Сы
- Тина Цзинь — Инь Хуа
- Ясуаки Курата[яп.] — Лэй Тай
- Андре Маркиз — мистер Хоукс

## Оценки кинокритиков
В целом фильм был воспринят положительно. Так, в отзывах с сайтов Silver Emulsion Film Reviews и HKCinema.ru картина получила 3 звезды из возможных 4 и 4 звезды из возможных 5 соответственно, а Пол Брэмхолл с cityonfire.com оценил фильм в 7,5 балла из 10.